# Luxemburgo nos Jogos Olímpicos de Inverno de 1936
Luxemburgo participou dos Jogos Olímpicos de Inverno de 1936, realizados em Garmisch-Partenkirchen, na Alemanha. 
Foi a segunda aparição do país nos Jogos Olímpicos de Inverno, onde foi representado por quatro atletas, todos eles homens, que competiram no bobsleigh e no esqui alpino.

## Competidores
Esta foi a participação por modalidade nesta edição:
| Esporte      | Masculino | Feminino | Total |
| ------------ | --------- | -------- | ----- |
| Bobsleigh    | 4         | 0        | 4     |
| Esqui alpino | 1         | 0        | 1     |
| Total        | 4         | 0        | 4     |

## Desempenho

### Bobsleigh
Masculino
| Atltas                         | Trenó  | Evento | Descida 1 | Descida 1 | Descida 2 | Descida 2 | Descida 3 | Descida 3 | Descida 4 | Descida 4 | Total   | Total | Ref.  |
| Atltas                         | Trenó  | Evento | Tempo     | Pos.      | Tempo     | Pos.      | Tempo     | Pos.      | Tempo     | Pos.      | Tempo   | Pos.  | Ref.  |
| ------------------------------ | ------ | ------ | --------- | --------- | --------- | --------- | --------- | --------- | --------- | --------- | ------- | ----- | ----- |
| Raoul Weckbecker Géza Wertheim | LUX-I  | Duplas | 1:45.41   | 23º       | 1:33.95   | 23º       | 1:35.96   | 22º       | 1:37.47   | 22º       | 6:32.79 | 22º   | [ 4 ] |
| Henri Koch Gustav Wagner       | LUX-II | Duplas | 1:42.02   | 22º       | 1:31.91   | 21º       | 1:29.76   | 12º       | DNF       | DNF       | DNF     | DNF   | [ 4 ] |

### Esqui alpino
Masculino
| Atleta           | Evento    | Downhill | Downhill | Slalom  | Slalom  | Slalom | Total  | Total | Ref.  |
| Atleta           | Evento    | Tempo    | Pos.     | Tempo 1 | Tempo 2 | Pos.   | Pontos | Pos.  | Ref.  |
| ---------------- | --------- | -------- | -------- | ------- | ------- | ------ | ------ | ----- | ----- |
| Raoul Weckbecker | Combinado | DNF      | DNF      | –       | –       | –      | DNF    | DNF   | [ 5 ] |

Legenda
| Recorde mundial      | Recorde mundial (World record)               |                       | Recorde africano                      | Recorde africano (African) |                                           | Q | Classificado por posição (Qualified) |
| Recorde olímpico     | Recorde olímpico (Olympic record)            | Recorde da América    | Recorde da América (Americas)         | q                          | Classificado por melhor tempo (Qualified) |   |                                      |
| Melhor marca do ano  | Melhor marca do ano (World leading)          | Recorde asiático      | Recorde asiático (Asian)              | DNS                        | Não largou (Did not start)                |   |                                      |
| Recorde nacional     | Recorde nacional (National record)           | Recorde europeu       | Recorde europeu (European)            | DNF                        | Não terminou (Did not finish)             |   |                                      |
| Recorde pessoal      | Recorde pessoal do atleta (Personal best)    | Recorde da Oceania    | Recorde da Oceania (Oceania)          | DSQ / DQ                   | Desclassificado (Disqualified)            |   |                                      |
| Recorde da temporada | Recorde da temporada do atleta (Season best) | Recorde sul-americano | Recorde sul-americano (South America) | NM                         | Sem marca (No mark)                       |   |                                      |